# Loeblichella
Loeblichella es un género de foraminífero planctónico de estatus incierto, aunque considerado perteneciente a la subfamilia Hedbergellinae, de la familia Hedbergellidae, de la superfamilia Rotaliporoidea, del suborden Globigerinina y del orden Globigerinida. Su especie tipo es Praeglobotruncana hessi. Su rango cronoestratigráfico abarca el Cretácico superior.

## Descripción
Loeblichella incluía especies con conchas trocoespiraladas, de forma discoidal-globular a globigeriforme; sus cámaras eran subglobulares a hemiesféricas, creciendo en tamaño de forma rápida; sus suturas intercamerales eran rectas e incididas; su contorno era redondeando o subpoligonal, y lobulado; su periferia era redondeada; su ombligo era relativamente somero y amplio; su abertura era interiomarginal, umbilical-extraumbilical, en forma de arco bajo y bordeada por un labio; presentaba pequeñas aberturas suturales en el lado espiral de la última vuelta de espira; presentaba pared calcítica hialina, macroperforada, con la superficie densamente pustulada (muricada) sobre todo en el lado espiral.

## Discusión
Algunos autores han cuestionado la presencia de aberturas suturales suplementarias en los ejemplares tipo (holotipos y paratipos) de la especie tipo de Loeblichella. Por esta razón, su estatus ha sido cuestionado, dado que no puede consirarse como un taxón reconozible. Otros autores han considerado Loeblichella un sinónimo subjetivo posterior de Hedbergella, aunque se ajusta mejor a las características de Muricohedbergella. Clasificaciones posteriores incluirían Loeblichella en la superfamilia Globigerinoidea.

## Paleoecología
Loeblichella incluía especies con un modo de vida planctónico, de distribución latitudinal cosmopolita, preferentemente tropical a templada, y habitantes pelágicos de aguas superficiales (medio epipelágico).

## Clasificación
Loeblichella incluye a las siguientes especies:
- Loeblichella carteri †
- Loeblichella hessi †
- Loeblichella moulladei †
- Loeblichella pessagnoi †